# Carolinenrohrsänger
Der Carolinenrohrsänger (Acrocephalus syrinx) ist eine Vogelart aus der Gattung der Rohrsänger (Acrocephalus) innerhalb der Familie der Rohrsängerartigen. Er kommt auf den Karolinen vor.

## Merkmale
Der Carolinenrohrsänger erreicht eine Größe von 15 Zentimetern. Er hat einen langen Schnabel, der jedoch kürzer ist, als beim ähnlich aussehenden Sprosserrohrsänger (Acrocephalus luscinius) von den Marianen. Der Überaugenstreif ist leuchtend gelb. Die Augenstreifen sind schwarz. Die Oberseite ist braun. Der Bürzel ist heller und gelblicher. Die Handschwingen, die Armschwingen und die Spitzen der Steuerfedern haben dünne gelbliche Säume. Die Unterseite gelblich-weiß mit einer zimtfarben-gelblichbraunen Tönung. Die Iris ist dunkel. Der Oberschnabel ist schwarz, der Unterschnabel ist hellgrau. Die Beine sind grau. Die Geschlechter sehen gleich aus. Die juvenilen Vögel sind unbeschrieben. Der Gesang besteht aus einer komplexen Reihe aus Trällern und Trillern, gewöhnlich unterbrochen von kurzen, unregelmäßigen Pausen. Er ist nicht so lange anhaltend wie der Gesang des Sprosserrohrsängers.

## Verbreitung und Lebensraum
Der Carolinenrohrsänger kommt auf den Inseln Woleai, Chuuk, Lamotrek, Pohnpei, Nukuoro und Kosrae vor. Er bewohnt Hochgrasbestände, Gärten (auch in Städten), Sekundärwälder und montane Regenwälder.

## Nahrung
Über seine Nahrung liegen keine Daten vor. Er geht häufig auf dem Boden auf Nahrungssuche und fängt seine Beute durch Anschleichen. Gelegentlich ist er im Blätterdach zu beobachten.

## Fortpflanzung
Nester mit Eiern wurden zwischen April und Oktober entdeckt und die Errichtung der Nester wurde im Dezember beobachtet. Das kugelähnliche Nest ist eine fest verwobene Struktur aus Gräsern, Halmen und Blättern. Es wird mit dünnem Gras ausgekleidet. Der äußere Umfang beträgt 8 bis 11,7 Zentimeter, die Nesthöhe 4,7 bis 8,8 Zentimeter, der innere Umfang 4,3 bis 6 Zentimeter und die Schalentiefe 3,5 bis 6 Zentimeter. Das Nest wird häufig 1,8 bis 12 Meter über dem Boden und insbesondere über dem Wasser errichtet. Hauptsächlich dienen Steinnusspalmen, Kokospalmen, Mango und Brotfruchtbäume als Nistbäume. Das Gelege besteht aus zwei Eiern. Die Brutzeit und die Nestlingsperioden sind unbeschrieben.

## Status
Der Carolinenrohrsänger ist innerhalb seines eingeschränkten Verbreitungsgebietes ein häufiger Vogel und wird von der IUCN als „nicht gefährdet“ (least concern) klassifiziert. Er brütet sowohl auf den hohen Inseln als auch auf den kleinen Koralleninseln.